# Peace Sells… but Who’s Buying?
Peace Sells… but Who’s Buying? (с англ. — «Мир продаётся…  но кто покупает?») — второй студийный альбом американской треш-метал-группы Megadeth, выпущенный в 1986 году. В то время группа записывалась на лейбле Combat Records, и первый вариант альбома вышел под покровительством этой компании (под названием Peace Diffs… but Who’s Buyin?, или также Peace Sells Combat Mix), который можно найти в виде бутлега в интернете. Но вскоре Capitol Records выкупает права на альбом, который в итоге и выходит под его маркой.
Профессиональный рок-критик Стив Хью писал, что Peace Sells… — это смесь «панковского политического мнения с тёмным, угрожающим хеви-метал-мировоззрением».
На обложке альбома на фоне красно-оранжевых тонов показана Генеральная Ассамблея ООН, разрушенная в ходе ядерной атаки. На переднем плане изображён Вик Раттлхэд (маскот группы), прислонившийся к табличке с надписью «For Sale» («Продается»). Табличка — это намёк на то, что ООН продажна. Также она идейно связана с названием альбома, которое переводится как «Мир продаётся… но кто его покупает?»
В статье, опубликованной в журнале Reader’s Digest, лидер группы Дэйв Мастейн изменил название альбома на Peace Would Sell But No One Would Buy It («Мир продается, но никто не готов его купить»).
«До тех пор, пока люди будут продолжать воровать, калечить и плохо относиться друг к другу, можно указать на это и сказать: „Смотри, это неправильно“. Конечно, мы поём об этом, но выбираем негативный подход к тому, о чём поём. „Хэй, дьявол здесь, но он идиот. Вот почему он похоронен в грязи“» (Мастейн, 1987 год).

## Список композиций
| №  | Название                     | Текст песни  | Музыка  | Длительность |
| -- | ---------------------------- | ------------ | ------- | ------------ |
| 1. | «Wake Up Dead»               | Дэйв Мастейн | Мастейн | 3:37         |
| 2. | «The Conjuring»              | Мастейн      | Мастейн | 5:04         |
| 3. | «Peace Sells»                | Мастейн      | Мастейн | 4:04         |
| 4. | «Devil's Island»             | Мастейн      | Мастейн | 5:06         |
| 5. | «Good Mourning/Black Friday» | Мастейн      | Мастейн | 6:40         |
| 6. | «Bad Omen»                   | Мастейн      | Мастейн | 4:05         |
| 7. | «I Ain't Superstitious»      | Вилли Диксон | Диксон  | 2:46         |
| 8. | «My Last Words»              | Мастейн      | Мастейн | 4:49         |

### Бонус-треки 2004 года
| №   | Название                                       | Текст песни | Музыка  | Длительность |
| --- | ---------------------------------------------- | ----------- | ------- | ------------ |
| 9.  | «Wake Up Dead» (Randy Burns mix)               | Мастейн     | Мастейн | 3:40         |
| 10. | «The Conjuring» (Randy Burns mix)              | Мастейн     | Мастейн | 5:01         |
| 11. | «Peace Sells» (Randy Burns mix)                | Мастейн     | Мастейн | 4:00         |
| 12. | «Good Mourning/Black Friday» (Randy Burns mix) | Мастейн     | Мастейн | 6:39         |

## Песни

### Wake Up Dead
Это песня о мужчине, который изменяет своей жене (или подруге). Он пробирается тайком в свой дом, ведь если жена узнает, что у него есть любовница — она его убьет. В ней Дэйв упоминает имя своей тогдашней возлюбленной - Дианы.

### The Conjuring
Эта песня описывает ритуал заключения сделки человека с дьяволом, который, возможно, имел место в жизни Мастейна, так как он увлекался колдовством и сатанизмом на данном этапе своей карьеры.

### Peace Sells
Заглавный трек альбома является способом Мастейна развеять множество стереотипов о фанатах Megadeth и метал-групп в целом. Дэйв опровергает обвинения в ленивости, антиправительственных и антирелигиозных настроениях.
Бас-партия этой песни долгое время играла в заставке перед новостями на канале MTV.
Фраза «It’s still „We the People“, right?» («Ещё остаемся „людьми“, так?») является отсылкой к преамбуле Конституции США, где говорится: «We the People of the United States, in Order to form a more perfect Union, establish Justice, insure domestic Tranquillity, provide for the common defense, promote the general Welfare, and secure the Blessings of Liberty to ourselves and our Posterity, do ordain and establish this Constitution for the United States of America» («Мы, народ Соединенных Штатов, дабы образовать более совершенный Союз, установить правосудие, гарантировать внутреннее спокойствие, обеспечить совместную оборону, содействовать всеобщему благоденствию и закрепить блага свободы за нами и потомством нашим, торжественно провозглашаем и устанавливаем настоящую Конституцию для Соединенных Штатов Америки»).

### Devil’s Island
Эта песня выражает мысли заключенного на Чертовом острове (Devil’s Island), приговоренного к казни.

### Good Mourning/Black Friday
Песня написана о барабанщике Дижоне Карратерсе, который играл в Megadeth до Гара Самуэльсона. Он был уволен из группы потому что стеснялся своей семьи, расы и воспитания, что не устраивало остальных членов коллектива.

### Bad Omen
В этом треке поется о людях, поклоняющихся Сатане. Они надеются получить его благословение, а вместо этого он посылает на этих людей демонов, которые насилуют и убивают их, а сам Сатана собирает их души.

### I Ain’t Superstitious
Эта песня является кавером на песню Вилли Диксона с альбома I Am the Blues, выпущенного в 1970 году.

### My Last Words
Песня про игру «русская рулетка».

## Популярная культура
Песня «Peace Sells…» заняла 11 место в рейтинге «сорока величайших метал-песен» канала VH1 и играла в заставке новостей MTV. Она также попала в саундтреки таких игр, как Grand Theft Auto: Vice City, True Crime: Streets of LA, Rock Band 2 и NHL 10.

## Участники записи
- Дэйв Мастейн — соло & ритм-гитара, вокал
- Дэвид Эллефсон — бас-гитара, бэк-вокал
- Крис Поланд — соло & ритм-гитара
- Гар Самуэльсон — барабаны
- Эд Репка — рисунок на обложке альбома

## Позиции в чартах
| Чарт(1986)       | Высшая Позиция |
| ---------------- | -------------- |
| US Billboard 200 | 76             |

## Сертификации
| Регион | Сертификация | Продажи    |
| --- | ------------ | ---------- |
| Канада (Music Canada) | Платиновый   | 100 000^   |
| Великобритания (BPI) · 2004 release                                                                                      | Серебряный   | 60 000^    |
| США (RIAA) | Платиновый   | 1 000 000^ |
| * Данные о продажах приведены только на основе сертификации. ^ Данные о тиражах приведены только на основе сертификации. |              |            |